# Podłatczyn krótkoskrzydły
Podłatczyn krótkoskrzydły (Metrioptera brachyptera) – eurosyberyjski, wilgociolubny gatunek owada prostoskrzydłego z rodziny pasikonikowatych (Tettigoniidae) zaliczany do rodzaju Metrioptera, określanego w języku polskim zwyczajową nazwą podłatczyn. 
Ten podłatczyn występuje na terenach trawiastych w środowiskach wilgotnych (torfowiska, bagna, bory bagiene i wrzosowiska). W Polsce stwierdzony na terenie niemal całego kraju (z wyjątkiem Wzgórz Trzebnickich, Kotliny Nowotarskiej i Tatr).